# 華盛頓縣 (威斯康辛州)
華盛頓縣（英語：Washington County）是美国威斯康辛州東南部的一個縣，面積1,129平方（436平方英里）。根據2020年美國人口普查，共有人口13萬6,761人。縣治西本德。該縣成立於1836年，縣名紀念首任美国总统乔治·华盛顿。